# Bur Ni Aihlah
Bur Ni Aihlah är ett berg i Indonesien.   Det ligger i provinsen Aceh, i den västra delen av landet, 1 600 km nordväst om huvudstaden Jakarta. Toppen på Bur Ni Aihlah är 1 662 meter över havet, eller 58 meter över den omgivande terrängen. Bredden vid basen är 0,59 km.
Terrängen runt Bur Ni Aihlah är kuperad norrut, men söderut är den bergig. Terrängen runt Bur Ni Aihlah sluttar söderut. Runt Bur Ni Aihlah är det ganska glesbefolkat, med 27 invånare per kvadratkilometer. I omgivningarna runt Bur Ni Aihlah växer i huvudsak städsegrön lövskog.